# Tömeg-fényesség reláció
A fényesség-tömeg reláció tapasztalati tényeken alapuló összefüggés egy csillag tömege (M) és luminozitása (L) között: L=AMk, ahol az A és k állandók. A k értéke 3,1 körül mozog. Az összefüggést általában grafikusan ábrázolják, amelyben a görbe egy majdnem egyenes, átlós, a két végén azonban kissé elhajló vonal (a nagyon forró, ill. nagyon hűvös csillagoknál, azaz vörös óriások, fehér törpék esetében egyenes). A grafikonon az abszcissza a tömeg, az ordinátatengely pedig az abszolút fényesség logaritmusa. A vonal centrális – egyenes – része a Hertzsprung-Russell diagram-ban a fősorozat csillagait mutatja. Az összefüggést akár egy csillag tömegének, akár fényességének meghatározására használhatjuk, ha a másik mennyiség ismert.
A tömeg-fényesség viszony fontos szerepet játszik a csillagok energiatermelési mechanizmusának megértésében.